# Paul Hammer (Leichtathlet)
Paul Hammer (* 13. Juli 1900 in Diekirch; † 25. März 1978 in Luxemburg) war ein luxemburgischer Sprinter und Weitspringer.
Bei den Olympischen Spielen 1920 in Antwerpen wurde er Sechster in der 4-mal-100-Meter-Staffel. Über 100 Meter, über 200 Meter und im Weitsprung schied er in der ersten Runde aus.
1924 war er bei den Olympischen Spielen in Paris Fahnenträger der luxemburgischen Mannschaft. Er erreichte über 100 Meter das Viertelfinale. Im Weitsprung kam er auf den 23. Platz, und über 200 und 400 Meter schied er im Vorlauf aus.

## Persönliche Bestleistungen
- 100 m: 11,0 s, 1924
- 200 m: 23,2 s, 1919
- 400 m: 53,1 s, 1924
- Weitsprung: 6,86 m, 1924